# Репрезентација Канаде у хокеју на леду
Канадска репрезентација у хокеју на леду представља Канаду на међународним такмичењима у хокеја на леду. Канада је члан ИИХФ од 1920. По рејтингу ИИХФ-а за (2010) је на другом месту. У последњих неколико година, репрезентација је састављена искључиво од професионалаца који играју у НХЛ.
Канада је једна од најтрофејнијих репрезентација на Олимпијским играма.

## Историја
У периоду од 1920 до 1963, Канаду су представљали сениорски аматерски клубови. Част да представљају Канаду су имали клубови шампиони Алан Купа. Последњи клуб који је освојио златну медаљу на Светском првенству био је Трејл смок итерс (Trail Smoke Eaters) у 1961.
После Светског првенства одржаног 1963. године, Давид Бауер оснива национални тим, као сталну институција. Нова стална репрезентација се први пут такмичила на Зимским олимпијским играма одржаним 1964. године. Од 1964. репрезентација је освојила две златне олимпијске медаље и пет титула првака света.
Пре појаве Совјетског Савеза, Канада је доминирла на леду, освојивши шест од седам златних медаља на Олимпијадама пре 1956. године и 13 златних медаља на Светским првенствима пре 1961. године. Од 1954. до 1991, Канада је успела да освоји само четири Светска првенства и ниједну златну медаљу са Зимских олимпијада. Тих година су доминирале репрезентације Совјетског Савеза, Чехословачке и Шведске. Ово је делом било зато што су најбољи професионални играчи Канаде имали обавезе према својим тимовима из НХЛ-а.
Канада је 1970. године одустала од званичних ИИХФ такмичења након што им није дозвољено да шаљу своје полу-професионалце на Светска првенства и програм репрезентације је био суспендован. После низа преговора са ИИХФ-ом, Канада се вратила на такмичења 1977. године. ИИХФ је да би изашао у сусрет Канади и Сједињеним Државама померио свој календар на пред крај НХЛ плејофа. Заузврат Канада и САД су се обавезале да ће играти са својим најбољим тимовима на новоформираном Канаде купу где би им противници били четири најјаче Европске селекције.
Године 1983, хокеј Канада је развила такозвани „Програм изврсности“ (Programme of Excellence), чији је циљ био да припреми екипу за Зимске олимпијске игре сваке четири године. Овај нови програм је садржавао припреме током целе године али је био угашен 1998. године када је НХЛ почео да дозвољава својим члановима да играју за своје репрезентације.
На Светским првенствима Канада није освојила злато пуних 33 године и тек на Светско првенство одржаном 1994. године у Италији је поново успела да се окити златном медаљом. Од тог времена, Канада је освојила још 4 злата 1997, 2003, 2004, и 2007.
На Олимпијади одржаној 2010. године у Ванкуверу, Канада је поново освојила златну медаљу у узбудљивој финалној утакмици победом против САД са 3-2. Победоносни гол је постигао Сидни Крозби у продужецима.

### Клубови који су представљали Канаду од 1920. до 1963.
| Такмичење                                                                       | клуб                              | Град                           |
| ------------------------------------------------------------------------------- | --------------------------------- | ------------------------------ |
| ЛОИ 1920.                                                                       | Винипег фалконси                  | Винипег, Манитоба              |
| СП 1933.                                                                        | Торонто нашенал си флиси          | Торонто, Онтарио               |
| СП 1934.                                                                        | Саскатун квејкерси                | Саскатун, Саскачеван           |
| СП 1935.                                                                        | Винипег монархси                  | Винипег, Манитоба              |
| ЗОИ 1936.                                                                       | Порт Артур беркетси               | Порт Артур                     |
| СП 1937.                                                                        | Кимберли дајнамитерс              | Кимберли, Британска Колумбија  |
| СП 1938.                                                                        | Садбери вулвси                    | Садбери, Онтарио               |
| СП 1939.                                                                        | Трејл смок итерс                  | Трејл, Британска Колумбија     |
| Светско првенство није одржавано у периоду 1940–1946 због Другог светског рата. |                                   |                                |
| СП 1947.                                                                        | Канада није учествовала           | Канада није учествовала        |
| ЗОИ 1948.                                                                       | Отава РЦАФ флајерси               | ЦФБ Трентон, Онтарио           |
| СП 1949.                                                                        | Садбери вулвси                    | Садбери, Онтарио               |
| СП 1950.                                                                        | Едмонтон меркурис                 | Едмонтон, Алберта              |
| СП 1951.                                                                        | Летбриџ мејпл лифси               | Летбриџ, Алберта               |
| ЗОИ 1952.                                                                       | Едмонтон меркурис                 | Едмонтон, Алберта              |
| СП 1953.                                                                        | Канада није учествовала           | Канада није учествовала        |
| СП 1954.                                                                        | Ист Јорк линдхерсти               | Ист Јорк, Онтарио              |
| СП 1955.                                                                        | Пентиктон Виси                    | Пентиктон, Британска Колумбија |
| ЗОИ 1956.                                                                       | Киченер-Ватерлу летећи холанђанин | Киченер–Вотерлу, Онтарио       |
| СП 1957.                                                                        | Канада није учествовала           | Канада није учествовала        |
| СП 1958.                                                                        | Витбу данлопси                    | Витби, Онтарио                 |
| СП 1959.                                                                        | Белвил МакФарландси               | Белвил, Онтарио                |
| ЗОИ 1960.                                                                       | Киченер-Ватерлу летећи холанђанин | Киченер–Вотерлу, Онтарио       |
| СП 1961.                                                                        | Трејл смок итерс                  | Трејл, Британска Колумбија     |
| СП 1962.                                                                        | Галт теријерси                    | Галт, Онтарио                  |
| СП 1963.                                                                        | Трејл смок итерс                  | Трејл, Британска Колумбија     |

## Успеси
| Канада куп и Светски куп: | Победник купа: 5 - 1976, 1984, 1987, 1991, 2004 |
| Олимпијаде:               | Олимпијски шампион: 8 - 1920, 1924, 1928, 1932, 1948, 1952, 2002, 2010, 2014                                                                                       |
| Светска првенства:        | Светски првак: 24 - 1920, 1924, 1928, 1930, 1931, 1932, 1934, 1935, 1937, 1938, 1939, 1948, 1950, 1951, 1952, 1955, 1958, 1959, 1961, 1994, 1997, 2003, 2004, 2007 |

- Олимпијске игре:
  - Прваци: 1920, 1924, 1928, 1932, 1948, 1952, 2002, 2010, 1014.
  - Други: 1936, 1960, 1992, 1994.
  - Трећи: 1956, 1968.

### Суперсерија Канада — СССР
- 1972 - Победили (4-3)
- 1974 - Изгубили (4-1-3)

### Канада куп
- Канада куп 1976 - Шампиони
- Канада куп 1981 - Изгубили у финалу
- Канада куп 1984 - Шампиони
- Канада куп 1987 - Шампиони
- Канада куп 1991 - Шампиони

### Светски куп у хокеју
- 1996 - Изгубили у финалу
- 2004 - Шампиони

### Пензионисани бројеви
1. Патрик Роа
2. Марио Лемју
3. Вејн Грецки